# 三日市橋 (富山県)
三日市橋（みっかいちばし、みっかいちはし）は、富山県高岡市の一級河川小矢部川に架かる富山県道359号石堤大野線の橋梁。橋名は左岸の地名から。

## 橋データ
- 左岸 - 富山県高岡市福岡町三日市
- 右岸 - 富山県高岡市福岡町大野
- 橋の種類 - 鈑桁橋[1]
- 橋長 - 218 m[2]
- 幅員 - 14 m[2]（うち両側に歩道3.5m[3]）
- 車線数 - 片側1車線[3]
- 事業費 - 約20億円[3]

## 概要
初代の橋梁は1953年（昭和28年）に架橋された。その後、1967年（昭和42年）から1972年（昭和47年）にかけて福岡町（当時）の町道として整備され、同年10月13日に竣工した。橋長220.5m、幅員5.0（ないし、5.5）m、鋼桁橋で青色に塗装されていた。総事業費は1億3,700万円。1973年（昭和48年）に県道に昇格した。
2代目の橋は歩道が無く車や歩行者の交通に支障をきたしていたため、1994年（平成6年）度から、橋の架け替え工事を行い、1999年（平成11年）10月30日に開通した。以降小矢部川左岸から国道8号へのアクセス道路として、重要な役割を果たしている。